# Col d'Aspé
À ne pas confondre avec les vallée d'Aspe et gave d'Aspe et col d'Aspé ou de Pla Coummunau
Le col d'Aspé est un col de montagne pédestre des Pyrénées à 2 821 mètres d'altitude, dans le Lavedan, dans le département français des Hautes-Pyrénées en Occitanie.
Il relie la vallée de Lutour, au nord-ouest, à la vallée d'Aspé.

## Toponymie
Aspé s'analyse formellement par l'adjectif gascon aspè « abrupt » du latin asper. Cette explication interfère probablement avec le thème pyrénéen prélatin Aspe.
L'adjectif se retrouve dans le nom de la vallée du Pouey Aspé creusée par un autre affluent du gave de Gavarnie.

## Géographie
Le col d'Aspé est situé entre le Malh Arrouy (2 965 m) au nord-est, le Soum d'Aspé (2 968 m) au sud-ouest le long de la crête d'Aspé et surplombe le lac d'Aspé (2 689 m) et le cirque d'Estom Soubiran à l'ouest.

## Protection environnementale
Le col fait partie d'une zone naturelle protégée, classée ZNIEFF de type 1, « vallons d'Ossoue et d'Aspé », et de type 2, « haute vallée du gave de Pau : vallées de Gèdre et Gavarnie ».

## Voies d'accès
Le versant nord-ouest est accessible depuis le sentier du lac d'Estom, prendre en direction du lac des Oulettes d'Estom Soubiran et suivre jusqu'au lac de Malh Arrouy puis au lac d'Aspé qui se trouve juste en dessous du col.
Sur le versant sud-est, par la vallée d'Aspé on y accède depuis Gèdre par la route de Saussa en suivant le gave d'Aspé jusqu'au bois de Salhent.